# Oujda (stacja kolejowa)
Oujda (fr.: Gare d’Oujda) – stacja kolejowa w Wadżdzie, w Regionie Wschodnim, w Maroku. Znajduje się w centrum miasta na bulwarze Chefchaouni Abdellah, kilka metrów od medyny.